# Кралски дворец „Каподимонте“
Вижте пояснителната страница за други значения на Каподимонте.
Кралският дворец „Каподимонте“ (Reggia di Capodimonte) е кралски дворец с прилежащ парк, разположен в Неапол, Италия, в местността Каподимонте. Той е бил историческата резиденция на Непаолитанските Бурбони, но също така и на Бонапарт и Мюра, както и на Савоя.
Построен от 1738 г. по заповед на Карлос III де Бурбон като място за съхраняване на Колекция „Фарнезе“, впоследствие е използван като кралски дворец до 1957 г., когато в него започва да се помещава Националният музей „Каподимонте“.
Дворецът се простира на две нива. На първия етаж са Кралските апартаменти с отчасти реконструирано и отчасти оригинално обзавеждане, принадлежало на династичните семейства, живели в резиденцията. Сред акцентите са порцелани, предмети от ежедневието, скулптури и картини на италиански и европейски художници от XVIII и XIX век.

## История

### XVIII век
През 1734 г., след два века испанско вицекралство и тридесет години австрийско господство, Неапол отново става столица на независимо кралство с възкачването на трона на Карлос III. В стремежа си да реорганизира града, новият крал замисля амбициозен проект, сред който е изграждането на дворец, предназначен да приюти ценната художествена колекция „Фарнезе“. Започната от папа Павел III през XVI век и продължена от неговите потомци, тази колекция, наследена от майка му Изабела Фарнезе, остава разделена между Рим и Парма. Друга причина  е липсата на художествена галерия в Кралския дворец. Изборът на мястото за новата сграда пада върху хълма Каподимонте – гориста местност в околностите на Неапол, богата на дивеч. Предвижда се дворецът да служи не само като музей, но и като резиденция за престой по време на ловни излети. От хълма се открива великолепен панорамен изглед към вулкана Везувий, чертога „Сан Мартино“ и Позилипо.
На 10 септември 1738 г. е положен първият камък на Кралския дворец „Каподимонте“, като строителните работи са възложени на военния инженер Джовани Антонио Медрано, подпомаган от Антонио Каневари, въпреки че тяхното сътрудничество впоследствие се оказва доста трудно. През 1739 г. е създадена комисия от експерти, натоварена с организирането на вътрешните пространства така, че дворецът да изпълнява своето предназначение като музей. Проектът предвижда правоъгълна сграда с три вътрешни двора. Залите с южно изложение, откриващи се към морето, са предназначени за изложбени пространства за картини, докато вътрешните зали, гледащи към градината, са предвидени за библиотека. Строителството напредва бавно, затруднено както от загубата на първоначалния ентусиазъм, така и от сериозни логистични проблеми. Липсата на водоизточник на хълма Каподимонте, както и трудният достъп до мястото заради отсъствието на директен път и наличието на долината Санитà, налагат множество изкачвания.
През 1742 г. архитектът Фердинандо Санфеличе започва оформянето на 124 хектара от парка „Каподимонте“. От елипсовидната еспланада пред двореца той прокарва пет основни алеи, които се разклоняват в по-малки пътеки, пресичащи гората. Наред с благоустрояването на парка, Санфеличе ръководи възстановяването на редица съществуващи сгради, предназначени за жилища, поклонение или производствени цели. Сред тези постройки се отличават фабриката за гоблени, открита през 1737 г., фабриката за порцелан, основана през 1743 г., но унищожена заедно с всички съоръжения и пещи през 1759 г., Кралската печатница, функционираща от 1750 г., и оръжейната фабрика, създадена през 1753 г., както и множество земеделски стопанства. През 1755 г. в двореца, който все още е в процес на изграждане, се открива Кралската академия на голото тяло под ръководството на художника Джузепе Бонито. Три години по-късно, през 1758 г., първите картини от колекцията са пренесени в двореца, заемайки постепенно дванадесет от 24-те зали, които все още предстои да бъдат завършени.
С възкачването на престола на Фердинанд I от Двете Сицилии през 1759 г. строителството на двореца Каподимонте забавя темпа си. Причината е идеята за създаване на единен музеен комплекс в Неапол, който да събере не само произведенията на изкуството, но и библиотеката и академията. За тази цел е избран Палацо дели Студи – бъдещият Национален археологически музей. В допълнение, финансовите ограничения и новият интерес на краля към строящия се Кралски дворец в Казерта допълнително отнемат вниманието от двореца Каподимонте.  Въпреки това, с ръководството на архитекта Фердинандо Фуга, централното крило е завършено през 1765 г. и през последните тридесет години на XVIII век фабриката за порцелан е възстановена. Завършени са и помещенията във втория двор, свързани с вече съществуващите чрез две просторни зали, предвидени да станат представителни пространства в началото на XIX век. Освен това е създадена реставрационна работилница.
През 1799 г., по време на краткотрайната Неаполитанска република, дворецът е частично разграбен, като голяма част от художествените му ценности са загубени. След завръщането на Фердинанд I останалата част от колекцията е преместена в двореца Франкавила (Палацо Челамаре) в центъра на града. Това променя предназначението на Каподимонте, който постепенно губи музейната си функция и започва да се използва основно като резиденция.

### XIX век
Пристигането на французите в Неапол през 1806 г. бележи нова глава в историята на двореца Каподимонте, който е определен да се превърне в кралска резиденция. Новите му суверени Жозеф Бонапарт и по-късно Жоашен Мюра (управлявал от 1808 до 1815 г.),  въвеждат мащабна урбанистична политика, насочена към модернизацията на хълма Каподимонте. Те изграждат вили и дворци за придворните сановници и проектират нова пряка връзка между двореца и града, известна първоначално като бул. „Наполеон“, който впоследствие става улица „Санта Тереза дели Скалци“ и бул. „Амедео ди Савоя“. Строителството на пътя започва през 1807 г. под ръководството на Бартоломео Грасо, като изпълнението е поверено на Никола Леандро и Джоакино Авелино. Пътят пресича долината Санитà с мост, чието изграждане започва през 1809 г., и завършва в елипсовиден площад, наречен „Тондо ди Каподимонте“. Оттам серия от завои води до самия дворец. Около тридесет години по-късно е добавено монументалното стълбище от камък пиперно, проектирано от Антонио Николини, което осигурява по-бърз достъп до резиденцията, макар и само за пешеходци.
При пристигането на французите дворецът все още е незавършен – около две трети от сградата са готови. В този период интериорът е обогатен с мебели и декоративни предмети, доставени директно от Франция или поръчани от местни занаятчии, съобразно стила и вкусовете на новите владетели.
С възстановяването на династията на Бурбоните в Неапол през 1816 г. крал Фердинанд проявява ентусиазъм към новия облик на двореца и продължава жилищната политика на своя предшественик. Вторият етаж е освободен от останалите произведения на изкуството, които са преместени в Палацо дели Студи, а помещенията са предназначени за слугите. Постепенно дворецът се утвърждава като престижно място за събития и тържества. През 1819 г. Клеменс фон Метерних, придружен от съпругата си и министър-председателя, отсяда там. В негова чест са организирани пищни банкети за над хиляда гости, като приготвените ястия, включително прочутата сфолятела – традиционен сладкиш от Кампания, получават висока оценка. Сред развлеченията се откроява впечатляваща сценична игра – четириного животно, което скача с парашут от балон с горещ въздух. През този период градината на двореца се отваря за населението два пъти годишно, когато наближават големи религиозни празници, за да позволи поклонения в скита на монаси капуцини, разположен в края на парка. Както Фердинанд, така и неговият наследник – синът му Франциск I от Двете Сицилии – използват Каподимонте за жилищни цели, наред с резиденциите в Портичи и Казерта. По-специално, Франциск I предпочита да се усамотява в малка реставрирана благородническа сграда, известна като „Дей Принчипи“, разположена сред самия парк и на кратко разстояние от основния дворцов комплекс.
През 1830 г., с възкачването на престола на Фердинанд II от Двете Сицилии, кралският дворец Каподимонте остава незавършен. Решен да приключи строителството, през 1833 г. той завършва третия двор, а през 1834 г. поверява по-нататъшните работи на архитектите Антонио Николини и Томазо Джордано, които се заемат с изграждането на северното крило. В периода 1836–1837 г. започв декорация на залите, предназначени за апартаменти. Южните помещения са оформени в елегантен неокласически стил, включително две представителни приемни. Първата е украсена с картини, изобразяващи личности от династията на Бурбоните, а втората е предназначена за официални дворцови церемонии. Наред с това, пространствата са допълнени с произведения на изкуството, закупени от кралските особи или изпратени от млади неаполитански художници, обучавани в Рим с държавно финансиране. Те създават творби, за да демонстрират развитието на своите умения.
Дворецът Каподимонте е окончателно завършен през 1838 г. В началото на 1840-те години към интериора е добавено впечатляващо монументално стълбище, а паркът около резиденцията е поверен на Фридрих Денхард, който го преобразява в английска градина. Той оформя живописни цветни лехи и съчетава местната растителност с екзотични и редки растителни видове, създавайки хармонична и изискана зелена среда.
С възкачването на престола на Франциск II от Двете Сицилии дворецът Каподимонте не претърпява значителни промени. С обединението на Италия и назначаването на Анибале Сако за директор на Кралския дом, резиденцията продължава да изпълнява жилищната си функция под управлението на Савойската династия. В този период настъпват важни допълнения към вътрешната декорация. По инициатива на Сако, в двореца са пренесени множество порцеланови изделия, включително изящен порцелан Biscuit, а през 1864 г. е добавена оръжейна зала. През 1866 г. се оформя порцеланова всекидневна – великолепно създание от средата на XVIII век, поръчано от кралица Мария-Амалия Саксонска и първоначално разположено в Кралския дворец в Портичи. Допълнително, през 1877 г. в двореца е положен мраморен под, открит около век по-рано при археологически разкопки на императорска вила в Капри и временно съхраняван във вила „Фаворита“ в Резина (Херкулан).
Благодарение на новия директор, в пространството около апартаментите на главния етаж се оформя художествена галерия, представяща произведения на неаполитански художници. Към края на XIX век дворецът и паркът остават оживен център за социални събития и церемонии – организират се пищни банкети в чест на Александър Дюма-син и английските кралски особи, както и ловни излети и специален прием през 1877 г., посветен на Националното изложение на изящните изкуства.

### XX век
В началото на XX век дворецът Каподимонте продължава да изпълнява своята функция на резиденция. Виктор Емануил III Савойски често отсяда там, а по-късно сградата е определена за резиденция на семейството на херцога на Аоста, въпреки че през 1920 г. тя е прехвърлена от Короната към националната област. Семейството остава в двореца до края на Втората световна война, когато през 1946 г. той окончателно губи своя жилищен характер. 
С указ от 1949 г. дворецът е официално определен за музей, което поставя началото на неговата трансформация. През 1952 г. започват мащабни реставрационни работи – подобрява се състоянието на жилищните райони, обновява се паркът, а вътрешните помещения се адаптират за изложбени цели. Този дългогодишен процес завършва с тържественото откриване на Националния музей „Каподимонте“ през 1957 г. 
След земетресението в Ирпиния през 1980 г. са предприети допълнителни реставрационни дейности. Благодарение на предоставеното финансиране, сградата временно затваря, а през 1995 г. отново отваря врати, като постепенно стават достъпни отделните етажи – първият през 1995 г., вторият и третият през 1999 г. 

## Описание
| Първият етаж на двореца: залите, заети от Кралския апартамент, са само тези в зелено в допълнение към зала 52 | Кралският дворец, гледан от хълма Чертог „Сан Мартино“ |

Дворецът „Каподимонте“ има правоъгълна форма с две крайни сгради, които леко изпъкват спрямо централното тяло. С дължина 170 метра и ширина 87 метра, той достига височина от 30 метра, като е разпределен на два основни етажа, допълнени от таванско ниво. 
Фасадата му е оформена в неаполитанско червено и следва неокласическия стил с дорийски влияния, характерни за музейната архитектура от XVIII век. Външните стени включват редуващи се пиластри от пиперинов камък и прозорци – на първия етаж с балкони, на втория с квадратна форма. На приземния етаж прозорците са съчетани с портали с кръгли арки, които осигуряват достъп до сградата. Два входа са разположени в краищата на централното тяло, а други три се намират в самата му сърцевина. 
Дворецът обгражда три вътрешни двора, а във вътрешността му само няколко зали на първия етаж запазват оригиналното си обзавеждане и са известни като „Кралски апартамент“. Останалите пространства, включително вторият етаж – някога обитаван от слугите – таванът и мецанинът, са пригодени за музейни изложби. Приземният етаж е оформен като зона за прием на посетители и предлага различни удобства, сред които билетна каса, гардеробна, книжарница, кафене и аудитория.

### Кралски апартамент
Кралският апартамент, макар и архитектурно изменен спрямо първоначалния си облик, остава свидетел на значими исторически моменти. Частично лишен от оригиналното си обзавеждане, описано в архивните документи, той е бил обитаван от петима суверени от династията на Бурбоните, двама френски владетели и по-късно – от херцозите на Аоста.

#### Зали на Бурбоните
Зала 23, известна като „Помпейски нарисувана ниша“, е една от най-изисканите интериори на XIX век, чието оригинално описание се пази в опис от 1857 г.  Създадена между 1829 и 1830 г. по проект на Антонио Николини, тя първоначално е била спалнята на Франциск I и Мария-Исабела Бурбон-Испанска. Макар че архитектурата ѝ е изменена с отварянето на входна врата на мястото на нишата с леглото, това не нарушава осветеността на помещението, благодарение на жълтия тапет от Сан Леучо (Казерта). Стените са украсени с темперни декорации, дело на Дженаро Бизоньо, Дженаро Малдарели и Салваторе Джусти, вдъхновени от фреските, открити при разкопките в Помпей и Херкулан. Подът е покрит с древни мозайки, а тапицерията – включително балконската врата – макар и частично загубена, е от коприна, изработена от Кралската фабрика на Сан Леучо по дизайн на самия Николини. Залата е допълнена с елегантни мебели: маса с шахматна дъска, триножник, три малки маси от различни материали – твърди камъни, бронз и алабастър. Сред ценните художествени произведения са „Портрети на семейството на Франциск I“ и „Кралски места“. От прозореца се открива великолепна гледка към Неаполитанския залив, което придава допълнителен чар на тази историческа зала.

Зала 31, разположена в източния ъгъл на двореца, е известна като „Залата на люлката“, тъй като първоначално е съхранявала люлката, дарена от жителите на Неапол на Савойската династия по повод раждането на Виктор Емануил III през 1869 г. Това изящно произведение, проектирано от Доменико Морели и Иняцио Перичи, впоследствие е преместено в Кралския дворец на Казерта. Залата, наричана още „Голямата галерия с цвят на нахут“, впечатлява с мраморен под, открит през 1788 г. при археологически разкопки във Вила „Йовис“ на остров Капри. Първоначално положен във Вила „Фаворита“ в Резина, през 1877 г. той е пренесен в Каподимонте, допринасяйки за историческата атмосфера на пространството. Интериорът е обогатен с изложба на изящни порцеланови предмети, сред които два часовника. По стените са разположени два пейзажа, създадени от френските художници Жан-Жозеф-Ксавие Бидо и Александър-Хиацинт Дюнуи, както и две платна на Винченцо Камучини, включително „Птолемей II в Александрийската библиотека“. Завършвайки изисканата декорация, в залата се намира гоблен на Пиетро Дуранти и плат на Фабрика „Гоблен“, пресъздаващ сцени от живота на Дон Кихот де ла Манча.
Зала 32 е посветена на Карлос III де Бурбон и отразява значими моменти от неговото управление и личен живот. В овалите на тавана се открояват изображенията на краля и съпругата му Мария-Амалия Саксонска, създадени от придворния художник Франческо Лиани. В залата са разположени и няколко картини, представящи сцени от живота на Карлос III, сред които „Портрет на Карлос III де Бурбон в ловни дрехи“ от Антонио Себастиани и две исторически композиции на Джовани Паоло Панини – „Карлос III де Бурбон посещава базилика „Свети Петър““ и „Карлос III посещава папа Бенедикт XIV в Сградата за отдих на Квиринал“. Декорацията на залата впечатлява със своите изящни детайли – порцеланови ъглови модули във формата на корито, огледала и статуетки, също изработени от порцелан. Допълнителен аристократичен щрих придават английските столове, както и елегантна стенна маса, съчетаваща дърво, алабастър и теракота. Това пространство, макар и променяно с течение на времето, запазва духа на кралската епоха, служейки като важен културен и исторически свидетел.
Зала 33 е посветена на Фердинад IV и съдържа значими художествени и декоративни елементи, свързани с неговата фигура. Сред тях се откроява първият му официален портрет като суверен, нарисуван от Антон Рафаел Менгс, който го изобразява едва на 8-годишна възраст. Това произведение отразява ранните моменти на неговото управление и статута му в двора. Интериорът на залата включва два изящно резбовани дървени стола седан и дървен скрин, изработен в Англия, които допринасят за аристократичния облик на пространството. Освен това тук могат да бъдат видени значими платна на Клод Жозеф Верне и Антонио Джоли. Сред тях особено впечатляват „Отпътуването на Карлос III за Испания, видяно от сушата“ и „Отпътуването на Карлос III за Испания, видяно от морето“, които представят историческия момент на пътуването на Карлос III. Допълнително, „Фердинанд IV на кон и придворни“ показва сцената на монарха в официална церемониална обстановка. 
Зала 34 е просторна приемна, замислена от Фердинанд II като семейна портретна галерия, която да отразява величието и родовата приемственост на кралското семейство. В допълнение към изящните мебели, изработени от неаполитански майстори, залата съхранява впечатляваща колекция от портрети. Сред тях се открояват „Портрет на Карлос III де Бурбон яздещ кон“ и „Портрет на Мария-Амалия Саксонска яздеща кон“, дело на Франческо Лиани. Тези картини представят владетелите в елегантни конни изображения, подчертавайки тяхната царственост и ловна страст. Освен тях, в залата се намират „Портрет на Карлос IV, крал на Испания“ и „Портрет на Мария-Луиза Бурбон-Пармска“, създадени от прочутия художник Франсиско Гоя. Тези произведения са прехвърлени в Неапол по инициатива на Мария-Исабела Бурбон-Испанска, втората съпруга на Франциск I, което допълнително утвърждава историческото значение на залата.
Зала 37, разположена близо до Салона на празненствата, е била предназначена за провеждане на банкети и за освежителни напитки по време на тържествата, провеждани в двореца. Оригиналното обзавеждане впечатлява със своята изтънченост – стенни маси, поддържани от сфинксове, и централна маса с позлатен бронзов сервиз, дело на Работилница „Ригети“. Особено ценен е френският порцеланов сервиз, дарен от Мария-Каролина Хабсбург-Лотарингска, който е обграден от дванадесет изящни стола с подлакътници, изработени специално по поръчка на Фердинанд II през 1838 г. Стените на залата са украсени със забележителни произведения на изкуството със семейна тематика от династията на Бурбоните. Сред тях се открояват „Портрет на семейството на Фердинанд IV“ от Анджелика Кауфман и „Портрет на семейството на Франциск I“ от Джузепе Камарано. В допълнение, „Изглед на Неапол от Каподимонте“ от Антонио Джоли придава живописна перспектива към околностите на двореца.  Гобленът „Славата на царуването на Фердинанд IV и Мария Каролина“, създаден от неаполитански майстори през XVIII век, допълва изискания облик на залата.

Балната зала, Зала 42, е една от малкото приемни зали на главния етаж, запазили своята оригинална елегантност. Построена през 1765 г. като част от централното крило на двореца, първоначално е била предназначена за съхраняване на произведенията от галерия „Фарнезе“. Едва в началото на XIX век започва да се използва за приеми и официални придворни церемонии. В периода 1835–1838 г., по време на реставрационните работи, поръчани от Фердинанд II, залата е завършена и украсена от художника Салваторе Джусти, ученик на Якоб Филип Хакерт. Декорацията, основана на рисунки на Антонио Николини, се отличава със силен неокласически стил, който може да се види в свода и стените, украсени с пастелни тонове и мотиви, вдъхновени от фреските на Помпей и Херкулан. За баланс, от противоположната страна на сградата е създадена подобна зала, но впоследствие е разделена на три по-малки помещения след превръщането на етажа в музей. Подовата настилка в Балната зала е от сицилиански мрамор, инкрустиран с бял мрамор в геометрични дизайни, вероятно проектирани от Николини. Оригиналното обзавеждане включва огледала, изящни кристални полилеи и два дивана, въпреки че някои мебели са били продадени в края на XIX век за обзавеждане на други представителни сгради на Кралство Италия. Стенните маси, изработени през 1838 г. от резбаря Франческо Биангарди и позлатаря Джузепе Де Паола, първоначално са били предназначени за портретната галерия, но допълват изисканата атмосфера на залата. Това пространство остава блестящ пример за дворцовия разкош и архитектурното наследство на Каподимонте.
Зала 43 се отличава със своята впечатляваща фреска на тавана – „Славата на Александър Велики“, създадена през XVIII век от Феделе Фискети. Първоначално тя е украсявала Палацо ди Сангро ди Казакаленда в Неапол, но през 1957 г. е транспортирана до кралския дворец Каподимонте, за да бъде по-добре съхранена. В залата са изложени ценни порцеланови артефакти, сред които композицията „Колесницата на Аврора“. Декорацията включва елегантни гоблени и изящни мебели, изработени от кралски занаятчии, които допринасят за аристократичната атмосфера на помещението. Освен това тук могат да се видят художествени произведения на Хакерт, Карло Бонавия и Пиер-Жак Волер. От последния присъстват три забележителни платна: „Изригването на Везувий от моста Мадалена“, „Ноктюрни на Неаполския залив“ и „Изглед към Солфатара“, които пресъздават характерните природни и архитектурни гледки на региона.
Зала 44 съхранява ценни музикални инструменти, принадлежали на Фердинанд IV, сред които две хърди-гърди, изработени от Жан Луве през 1764 и 1780 г., както и лира-китара, дело на Гаетано II Винача. Тези инструменти не само представят изящната изработка на епохата, но и свидетелстват за музикалния вкус на кралското семейство. Сред останалите декоративни елементи изпъква порцеланов часовник от Бискюит, който е бил собственост на Мария-Каролина. Наред с него залата е украсена с гоблена „Щедростта на Давид“ и разнообразни порцеланови изделия, които подчертават богатството и изяществото на интериора. Особено впечатляваща е сцената на Рождество от XVIII век, дарена през 1895 г. от наследниците на Катело. Композицията е изработена от теракота, дърво и корк, като теракотените овчари са с подвижни тела, оформени от кълчища и желязна жица, което им придава динамичен вид.
Зала 45 впечатлява със своята изящна фреска на тавана, „Историята на Александър“, дело на Феделе Фискети. Първоначално тя е била част от двореца „Казакаленда“, но по-късно е дарена от херцозите на Балцо ди Презенцано, за да бъде по-добре съхранена в Каподимонте. Обзавеждането на залата идва от двореца „Кардитело“ в Сан Тамаро и допълва аристократичния ѝ облик. Декорацията включва поредица от изящни гоблени, създадени от Пиетро Дуранти по дизайн на Одоардо Фискети. Те пресъздават сцени от живота на Анри IV от Франция, като например „Кралят приема министър Съли пред придворни“, което придава историческа значимост на пространството. Витрините в залата излагат разнообразни предмети, свидетелство за активната размяна на подаръци между аристократичните фамилии. Сред тях могат да се видят кутии за бижута, ковчежета с тайни механизми, изящни вази и порцелан от неаполитанската школа, създадени от майстора Филипо Тальолини. Това богатство от декоративни елементи и художествени произведения превръща Зала 45 в впечатляващо пространство, което разказва истории за благородство, изкуство и придворна култура.  

#### Порцеланова всекидневна
Зала 51 е претърпяла архитектурни промени, намалявайки размера си и губейки връзката си с градината, но запазвайки входа към вътрешния двор. Тя служи като преддверие към порцелановата гостна на Мария-Амалия Саксонска, която е преместена в двореца Каподимонте през 1886 г. Интериорът на залата впечатлява със своята богата украса. Гоблените, дело на Доменико Дел Росо, допринасят за изящния облик на помещението, а художествената колекция включва платна на Елизабет Виже Льо Брюн, Пиетро Дуранти и Карло Бонавиа, сред които неговото прочуто произведение „Водопадът“ от 1755 г. Мебелировката е също забележителна – залата е допълнена с няколко стола, произведени в Неапол в края на XVIII и началото на XIX век, както и с елегантен часовник, дело на Джоузеф Мартино. Всички тези елементи придават на пространството историческа стойност и изискан стил.
Зала 52 съхранява изключителната порцеланова всекидневна, съставена от над 3000 части, изработена между 1757 и 1759 г. от Джовани Батиста Натали за лична употреба на кралица Мария-Амалия Саксонска. Въпреки великолепната ѝ изработка, кралицата я използва съвсем малко, като последните записки свидетелстват за активното използване на полилея през юли 1759 г., преди тя да напусне Неапол през октомври същата година, за да се премести в Мадрид, където създава подобно помещение в кралския дворец в Аранхуес. Първоначално монтирана в двореца в Портичи, порцелановата всекидневна е прехвърлена в Каподимонте през 1866 г. по нареждане на Анибале Сако. Всички етапи от изграждането ѝ са добре документирани – например, Луиджи Ванвители в писмо от 1758 г. споменава, че работата по нея все още не е завършена, докато през 1759 г. Джузепе Гричи транспортира необходимите материали с двадесет и шест вагона. Изработката на порцелановите парчета е поверена на фабриката „Каподимонте“ под ръководството на Гричи, с помощта на Джеатано Фумо и Амброджо Ди Джорджо за оформянето, както и Гаетано Тучи за изпичането. Дизайнът е дело на Йохан Зигмунд Фишер и Луиджи Рестиле, а в Портичи Матия Гаспарини оформя щукатурите, докато Дженаро ди Фиоре се грижи за дървените резби. 
Всекидневната първоначално е била изцяло обзаведена с порцелан, но единствената запазена част е конзолна маса от 1759 г., съхранявана в Националния музей на керамиката в Севър. След преместването ѝ в Каподимонте, сводът от щукатура се вписва перфектно в порцелановата конструкция, която е прикрепена към стената с винтове върху дървена основа, скрити от рамки, гирлянди и плодове. Стените са украсени със сцени от китайския живот, фестони, изображения на животни и музикални трофеи с китайски свитъци или идеограми, възхваляващи крал Карлос III, написани от поет от Китайския колеж в Неапол.
Порцелановата гостна в Каподимонте е един от най-впечатляващите примери за вкуса към шиноазри – стил, който завладява цяла Европа през XVIII век и придава изключителен екзотичен характер на интериора.
Зала 53, макар и редуцирана от първоначалния си размер, остава ценна част от Кралския апартамент. В нея са изложени портрети на децата на Фердинанд IV и Мария-Каролина, поръчани на прочутата художничка Елизабет Виже Льо Брюн. Стените са украсени с гоблена „Дон Кихот на фестивала в Барселона, даден от Дон Антонио Морено“, който възхвалява легендарния литературен герой. Освен него, залата съдържа четири изящни конзоли със златен колан, украсени с военни трофеи от XIX век. Върху тях са поставени четири вази, декорирани с двойки статуетки, изобразяващи Херкулес Фарнезе. Тези произведения, изработени от фаянс във фабриката „Дел Векио“, придават допълнителна художествена стойност на пространството. 

#### Френски зали
Зала 54 пресъздава атмосферата на френското господство в Неапол, като събира изящни произведения на изкуството и мебели, вдъхновени от стила на епохата. В интериора ѝ се отличават картини, позлатени елементи, бюстове и статуи, изработени от бронз и порцелан, които отразяват френското влияние върху двореца. Сред най-забележителните картини са „Портрет на Жоашен Мюра“ и „Наполеон I, император“, и двете създадени от Франсоа Жерар, както и мраморният бюст на Каролина Бонапарт, дело на фабриката „Пулар Пра“. Обзавеждането в залата включва изящни вази от реномираните фабрики в Севър и Байи фис, както и малка маса от 1811 г., изработена от Якоб Демалтер, първоначално предназначена за двореца Фонтенбло, и столовете с ръчно рисувани кадифени облегалки, които представят изгледи към града и са доставени директно от Франция. 
Зала 55 е разделя залите от френския период от тези, свързани с реставрацията на Бурбоните. В нея се съхранява гипсовата статуя „Портрет на Летисия Ремолино“, създадена от Антонио Канова – впечатляващо произведение, което носи духа на класическата скулптура. Освен това, залата включва бюстове на Лусиен и Летисия, децата на Жоашен Мюра, произведени от фабриката „Пулар Пра“, и четири позлатени бронзови канделабра, изработени във Франция и закупени през 1837 г. Те първоначално са били поставени в Портретната галерия, но намират своето място в тази зала, като допълват нейния стил и значимост. 
Зала 56, известна като Зала „Камучини“, се намира в източния ъгъл на двореца и представлява едно от най-изящните пространства в Кралския апартамент. Тя е създадена след пристигането на Савойското семейство по нареждане на Анибале Сако и е декорирана в неокласически стил от края на XIX век. Въпреки това, залата претърпява редица промени, особено след закупуването на няколко големи платна, поръчани от Мюра. Те пристигат в двореца едва със завръщането на Фердинанд I, който налага архитектурни изменения, включително затварянето на два балкона. 

Темперни фризове украсяват свода, а по стените са разположени внушителни картини на Пиетро Бенвенути, Паоло Фалчано, Франческо Айец и Винченцо Камучини, чието име носи залата. Сред най-забележителните творби на Камучини са „Смъртта на Юлий Цезар“ и „Убийството на Вирджиния“, които придават драматичен и исторически характер на помещението. Залата съхранява и ценна колекция от скулптури от началото на XIX век, сред които „Нощта“ на Бертел Торвалдсен. В центъра на залата се намира впечатляваща мраморна маса, поръчана от Каролина Бонапарт, декорирана с мозайки и други материали, открити по време на археологическите разкопки в Херкулан. Сред елементите на обзавеждането се открояват големи конзоли, изработени от неаполитански майстори, както и мраморна камина, датираща от времето на Фердинанд II. Камината е част от плана за декорация на всички приемни зали в двореца, подчертавайки придворния блясък и естетическата прецизност на интериора.
Зали 57 и 58 са служили като пространства за отдих на кралското семейство, където те са прекарвали свободното си време в игри и забавления. В тях могат да се видят игрални маси и механични музикални инструменти от XIX век, изработени от фино дърво в стил ампир, носещи характерния френски естетически отпечатък.
В Зала 57 се откроява Giardiniera – изящна дървена мебел с три функции: кутия за цветя, волиера и аквариум, която е впечатляващ пример за аристократичния вкус към декоративните елементи. Освен това тук са изложени две значими картини – „Кралската вила „Куизизана““ от Юхан Кристиан Дал и „Откриване на железопътната линия Неапол-Портичи“ от Салваторе Фергола, които носят исторически и художествен характер.
В Зала 58 на тавана се намира фреска, първоначално разположена в двореца „Казаленда“ в Неапол. Художествената колекция включва творби като „Параклисът на съкровището на Сан Дженаро“ от Джачинто Джиганте и „Храмове на Пестум“ от Антон Сминк ван Питло. Залата е допълнена с мебели, украсени с порцелан и бронз, някои от които изрисувани със сцени от кралските места, изображения на децата на Франциск I и символи на кралските дрехи. Някои от тези предмети са обогатени с механизми за звукови ефекти, което ги прави още по-завладяващи.
В Зала 59 се помещават многобройни творби, поръчани от Фердинанд I след възстановяването на короната на Бурбон след френското десетилетие, когато той започва работата по украсяването на двореца, като същевременно продължава да се възползва от сътрудничеството на френски художници: сред платната, това на „Мария Амалия Орлеанска със сина й, херцогът на Шартр“ от Франсоа Жерар, „Посещение на френските суверени във Везувий“ от Жозеф-Бонифас Франк от 1814 г. и „Бракът на принцеса Мария Каролина Бурбон с херцога на Бери“ от Луи Никола Лемасле. Сред обзавеждането няколко вази от парижко производство.
Зала 60 завършва тази част на музея Каподимонте, посветена на Кралския апартамент, и действа като връзка между първия и втория етаж. Вътре в нея са изложени причастията на скулптора Матео Ботилиери от началото на 18 век и циборий на Козимо Фандзаго от първата половина на 17 век: всички произведения са наследени от църквата „Сантисима Тринита деле Монаке“, докато други артефакти от мрамор и скъпоценни камъни идват от манастири и църкви в града.

### Парк
Паркът на Кралския дворец Каподимонте обхваща площ от 124 хектара и първоначално е бил използван от владетелите за ловни излети и организиране на придворни празненства. След откриването на музея през 1957 г. той става обществен парк.
Създаден през 1743 г. от архитекта Фердинандо Санфеличе, паркът следва бароковите тенденции на епохата, а в средата на XIX век е обновен от Федерико Денхард, който му придава облика на английска градина. В него се намират над четиристотин разновидности на вековни растения, допълнени с овощни култури, екзотични видове и палми, засадени след Втората световна война.
Освен богатата растителност, паркът впечатлява с множество статуи, фонтани и исторически сгради. Сред тях са Казина дей Принчипи – някога съдебна резиденция, както и централата на фабриката за порцелан, която в последствие е преобразувана в школа за керамично производство. В парка се намират и религиозни постройки, като църквата „Сан Дженаро“ и Уединеното място на капуцините.
През 2012 г. стартира проект за възстановяване на парка, включващ създаването на зеленчукова градина, в която се отглеждат традиционни земеделски култури от региона Кампания. Това допълнително затвърждава значимостта на Каподимонте не само като историческо и културно средище, но и като пространство, свързано с местното наследство и природата.